# Гостеевка (Тамбовская область)
Госте́евка — село в Мичуринском районе Тамбовской области России. Входит в состав Кочетовского сельсовета. 

## География
Село находится на правом берегу реки Турмасовка, на расстоянии 12 км к северу от города Мичуринск, административного центра района, и 69 км к северо-западу от города Тамбов, административного центра области.

### Часовой пояс
Село Гостеевка, как и вся Тамбовская область, находится в часовой зоне МСК (московское время). Смещение применяемого времени относительно UTC составляет +3:00.

## Население
| 1989 | 2002 | 2010 |
| ---- | ---- | ---- |
| 226  | ↘183 | ↗208 |

### Национальный состав
Согласно результатам переписи 2002 года, в национальной структуре населения русские составляли 73 % из 183 чел., цыгане — 26 %.

## Известные уроженцы
- Верещагин, Глеб Юрьевич (1889—1944) — русский и советский учёный-географ, лимнолог, гидробиолог. Доктор географических наук.